# Morpeth Town Association Football Club
Morpeth Town Association Football Club é um futebol clube sediado em Morpeth, Northumberland, Inglaterra. Actualmente, jogem no Northern Premier League Premier Division.

## Historia
O clube foi fundado em 1909. Eles juntaram-se ao Aliança Do Norte em 1936 e foi vice-campeão em 1937-38, antes de vencer a Copa do Desafio da liga em 1938-39. Durante a temporada 1939-40, que viu a liga reorganizada em uma competição de tempo de guerra, o clube foi vice-campeão na Divisão Norte e, em seguida, terminou em terceiro lugar na competição combinada. Depois que a liga recomeçou após o guerra, Morpeth terminou no fundo da Aliança do Norte em 1949-50, 1951-52 e 1953-54. Eles foram posteriormente vice-campeão em 1965-66, 1973-74 e 1981-82, bem como vencer o Northumberland Benevolent Bowl em 1978-79.

## Títulos
- FA Vase
  - Winners 2015–16
- Northern Premier League
  - Division One East champions 2018–19
- Northern League
  - Division Two champions 1995–96
  - Cleator Cup winners 2016–17
- Northern Alliance
  - Champions 1983–84, 1993–94
  - Challenge Cup winners 1938–39, 1985–86, 1993–94
  - Subsidiary Cup winners 1986–87
- Northumberland Senior Cup
  - Winners 2006–07, 2018–19
- Northumberland Benevolent Bowl
  - Winners 1978–79, 1985–86